# Security Administrator Tool for Analyzing Networks
Das Security Administrator Tool for Analyzing Networks (kurz SATAN) ist ein Vulnerability Scanner. Er ist überwiegend in Perl geschrieben und hat ein Frontend für Webbrowser (Webschnittstelle) wie damals zum Beispiel Netscape, Mosaic oder Lynx. Diese leicht zu benutzende Schnittstelle ermöglichte den Scanprozess und präsentierte die Ergebnisse in einer zusammengefassten Form.
SATAN lieferte darüber hinaus eine beträchtliche Anzahl von Netzwerkinformationen, wie zum Beispiel die Hosts, die mit dem Netz verbunden sind, um welche Art von Maschinen es sich handelt und welche Dienste diese anbieten.

## Geschichte
Dan Farmer und Wietse Venema veröffentlichten 1993 den „wegweisenden Artikel“ Improving the Security of Your Site by Breaking Into It in dem sie Wege beschrieben, die Sicherheit eines Systems von außen, aus der Sicht eines potentiellen Angreifers zu beurteilen. Auf Basis dieser Überlegungen veröffentlichten sie zwei Jahre später das SATAN.
Die erste Version (0.1 beta) wurde am 5. April 1995 veröffentlicht.
Im Gegensatz zu den seinerzeit verbreitenden Sicherheitsanalysewerkzeugen wie COPS (Computer Oracle and Password System) und Tiger, die lediglich die Untersuchung des Systems von innen ermöglichten, bot SATAN einen Blick auf die Sicherheit aus der Perspektive des Angreifers.
Er galt damals insbesondere wegen der Webschnittstelle als der erste benutzerfreundliche Scanner dieser Art.
Die Veröffentlichung des Programms führte zu zwiespältigen Reaktionen. Während auf der einen Seite die Verfügbarkeit eines umfassenden Analysewerkzeugs, das das System nicht kompromittiert, begrüßt wurde, wurde auf der anderen Seite kritisiert, dass Angreifern ein zu mächtiges Werkzeug an die Hand gegeben würde. Es stellte sich jedoch heraus, dass mit SATAN ausgeführte Scans leicht zu erkennen waren und es damit als Angriffswerkzeug nur beschränkten Nutzen aufwies.
Der englische Schriftsteller Neil Gaiman stellte Illustrationen für die Dokumentation zur Verfügung.

## Weiterentwicklung
Die Entwicklung des Programms wurde 1995 eingestellt; die letzte offizielle Version (1.1.1) erschien am 11. April 1995.
Es gibt zwei Weiterentwicklungen:
- SARA (System Auditors Research Assistant)[6] abgespalten, der ausgehend von der letzten SATAN-Version 14 Jahre lang aktiv weiterentwickelt wurde. Von Advanced Research Corporation, das im Jahr 1995 erschien und auf SATAN basiert. Zuletzt aktualisiert am 1. August 2009 in der Version 7.9.2a.[7]
- SAINT (Security Administrator’s Integrated Network Tool) von der SAINT Corporation (bis Januar 2002 „World Wide Digital Security, Inc.“, „WWDSI“), die im Juli 1998 erstmals veröffentlicht wurde. Die aktuelle Version v7.8 wurde am 6. Mai 2011 herausgebracht.[8]